# Освајачи медаља на европским првенстава у атлетици у дворани — 200 метара за мушкарце
Освајачи медаља на европским првенствима у атлетици у дворани у дисциплини трчања на 200 метара, која је бина на програму од 13. Европског првенства у Милану 1982., до 28. Европског првенства у Мадриду 2005. приказани су у следећој табели са постигнутим резултатима и рекордима. Резултати су приказни у секундама.
Дисциплина је избачена јер је ИААФ закључио да је такмичење у њој неравноправно, пошто је победник често био предвидљив по броју стазе у којој је трчао, јер су такмичари унутрашњих стаза имали мале шансе за победу због оштријих кривина.
Најуспешнији појединац после 16 европска првенства (на којма је дисциплина била на програму) био је у појединачној конкуренцији Александар Јевгењев из Совјетског Савеза са 4 освојене медаља (2 златне и по једана сребрна и бронзана), док је код екипа најспешнје Уједињено Краљевство са укупно 11 медаља, од чега 3 златне, 4 сребрне и 4 бронзане.
Рекорд европских првенстава у дворани држи Бруно Мари-Розе из Француске са 20,25 сек. који је постигао у финалној трци Европског првенства у Лијевену 22. фебруара 1987.
| Европско првенство      |                                          | Резултат   |                                          | Резултат |                                        | Резултат |
| Милано 1982. детаљи     | Ервин Скамрал · Западна Немачка          | 21,20      | Нађ Иштван · Мађарска                    | 21,41    | Микеле ди Паче · Италија               | 21,52    |
| Будимпешта 1983. детаљи | Александар Јевгењев · Совјетски Савез    | 20,97 РЕПд | Жак Борле · Белгија                      | 21,13    | Нађ Иштван · Мађарска                  | 21,18    |
| Гетеборг 1984. детаљи   | Александар Јевгењев · Совјетски Савез    | 20,98      | Аде Мејф · Уједињено Краљевство          | 21,34    | Ђовани Бонђорни · Италија              | 21,48    |
| Пиреј 1985. детаљи      | Стефано Тили · Италија                   | 20,77 РЕПд | Олаф Пренцлер · Источна Немачка          | 20,83    | Александар Јевгењев · Совјетски Савез  | 20,95    |
| Мадрид 1986. детаљи     | Линфорд Кристи · Уједињено Краљевство    | 21,10      | Александар Јевгењев · Совјетски Савез    | 21,18    | Николај Разгонов · Совјетски Савез     | 21,48    |
| Лијевин 1987. детаљи    | Бруно Мари-Розе · Француска              | 20,25 РЕПд | Владимир Крилов · Совјетски Савез        | 20,53    | Џон Риџис · Уједињено Краљевство       | 20,54    |
| Будимпешта 1988. детаљи | Николај Разгонов · Совјетски Савез       | 20,62      | Николај Антонов · Бугарска               | 20,65    | Линфорд Кристи · Уједињено Краљевство  | 20,83    |
| Хаг 1989. детаљи        | Аде Мејф · Уједињено Краљевство          | 20,92      | Џон Риџис · Уједињено Краљевство         | 21,00    | Бруно Мари-Розе · Француска            | 21,14    |
| Глазгов 1990. детаљи    | Сандро Флорис · Италија                  | 21,01      | Николај Антонов · Бугарска               | 21,04    | Бруно Мари-Розе · Француска            | 21,28    |
| Ђенова 1992. детаљи     | Николај Антонов · Бугарска               | 20,41      | Данијел Сангума · Француска              | 20,64    | Александар Громејкин · Уједињени тим   | 21,09    |
| Париз 1994. детаљи      | Данијел Сангума · Француска              | 20,68      | Владиаслав Дологодин · Украјина          | 20,76    | Георгиос Панајотопулос · Грчка         | 20,99    |
| Стокхолм 1996. детаљи   | Ерик Вејмерс · Белгија                   | 21,04      | Алексиос Алексопулос · Грчка             | 21,05    | Торбјерн Ериксон · Шведска             | 21,07    |
| Валенсија 1998. детаљи  | Сергеј Осович · Украјина                 | 20,40      | Анинос Маркулидес · Кипар                | 20,65    | Алин Кондон · Уједињено Краљевство     | 20,68    |
| Гент 2000. детаљи       | Кристијан Малколм · Уједињено Краљевство | 20,54      | Патрик Стивенс · Белгија                 | 20,70    | Џилијан Голдинг · Уједињено Краљевство | 21,05    |
| Беч 2002. детаљи        | Марћин Урбас · Пољска                    | 29,64      | Кристијан Малколм · Уједињено Краљевство | 20,65    | Роберт Маћковјак · Пољска              | 20,77    |
| Мадрид 2005. детаљи     | Тобијас Унгер · Немачка                  | 20,53      | Крис Ламберт · Уједињено Краљевство      | 20,69    | Марћин Урбас · Пољска                  | 21,04    |

## Биланс медаља, 200 метара у дворани мушкарци
Стање медаља са 16 такмичења када је ова дисциплина била на програму 1982—2005.
|     | Држава               |    |    |    |    |
| --- | -------------------- | -- | -- | -- | -- |
| 1.  | Уједињено Краљевство | 3  | 4  | 4  | 11 |
| 2.  | Совјетски Савез      | 3  | 2  | 2  | 7  |
| 3.  | Француска            | 2  | 1  | 2  | 5  |
| 4.  | Италија              | 2  | 0  | 2  | 4  |
| 5.  | Белгија              | 1  | 2  | 0  | 3  |
| 5.  | Бугарска             | 1  | 2  | 0  | 3  |
| 7.  | Украјина             | 1  | 1  | 0  | 2  |
| 8.  | Пољска               | 1  | 0  | 2  | 3  |
| 9.  | Западна Немачка      | 1  | 0  | 0  | 1  |
| 9.  | Немачка              | 1  | 0  | 0  | 1  |
| 11. | Грчка                | 0  | 1  | 1  | 2  |
| 11. | Мађарска             | 0  | 1  | 1  | 2  |
| 13. | Кипар                | 0  | 1  | 0  | 1  |
| 13. | Источна Немачка      | 0  | 1  | 0  | 1  |
| 15. | Шведска              | 0  | 0  | 1  | 1  |
| 15. | Уједињени тим        | 0  | 0  | 1  | 1  |
|     | Укупно (16)          | 16 | 16 | 16 | 48 |